# Shangri-La (Dêqên)
| Tibetische Bezeichnung                                                   |
| ------------------------------------------------------------------------ |
| Tibetische Schrift: སེམས་ཀྱི་ཉི་ཟླ་གྲོང་ཁྱེར། ༼རྒྱལ་ཐང་རྫོང།༽                         |
| Wylie-Transliteration: sems kyi nyi zla grong khyer (rgyal thang rdzong) |
| Offizielle Transkription der VRCh: (Gyaitang Zong)                       |
| Chinesische Bezeichnung                                                  |
| Vereinfacht: 香格里拉市 （中甸县）                                       |
| Pinyin:Xiānggélǐlā Shì (Zhōngdiàn Xiàn)                                  |

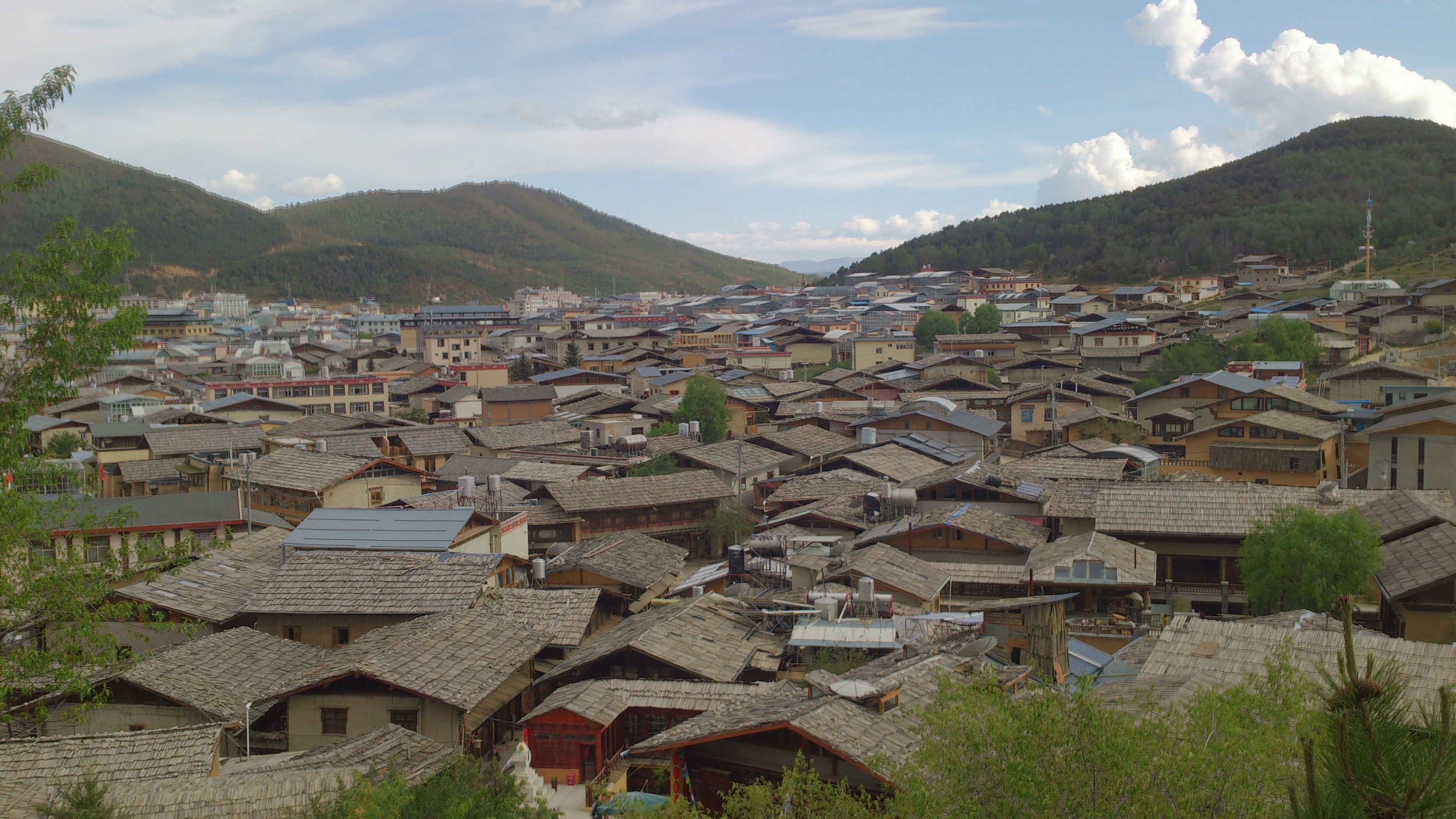
Blick über die hölzernen Dächer der Altstadt Shangri-Las

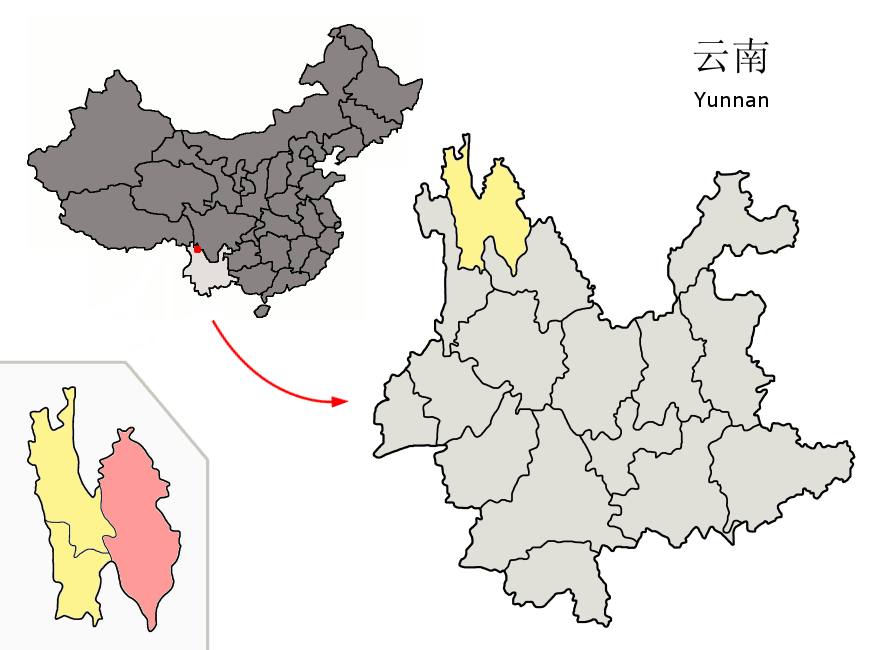
Lage der Stadt Shangri-La (rosa) im Autonomen Bezirk Dêqên (gelb) in Yunnan

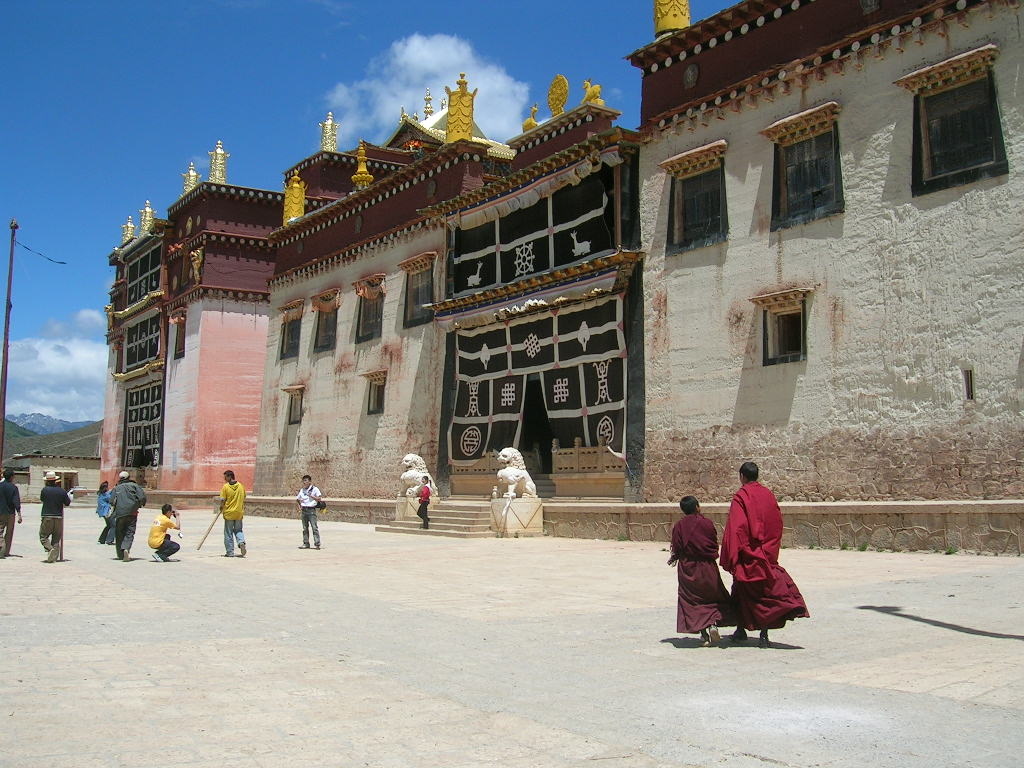
Kloster Ganden Sumtseling

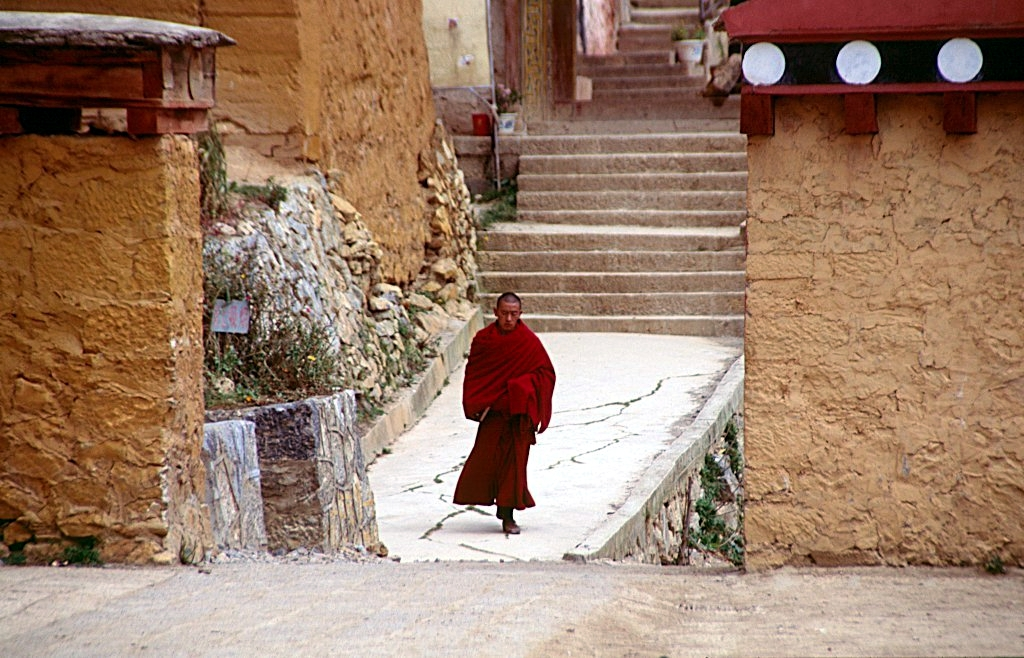
Mönch im Kloster Ganden Sumtseling

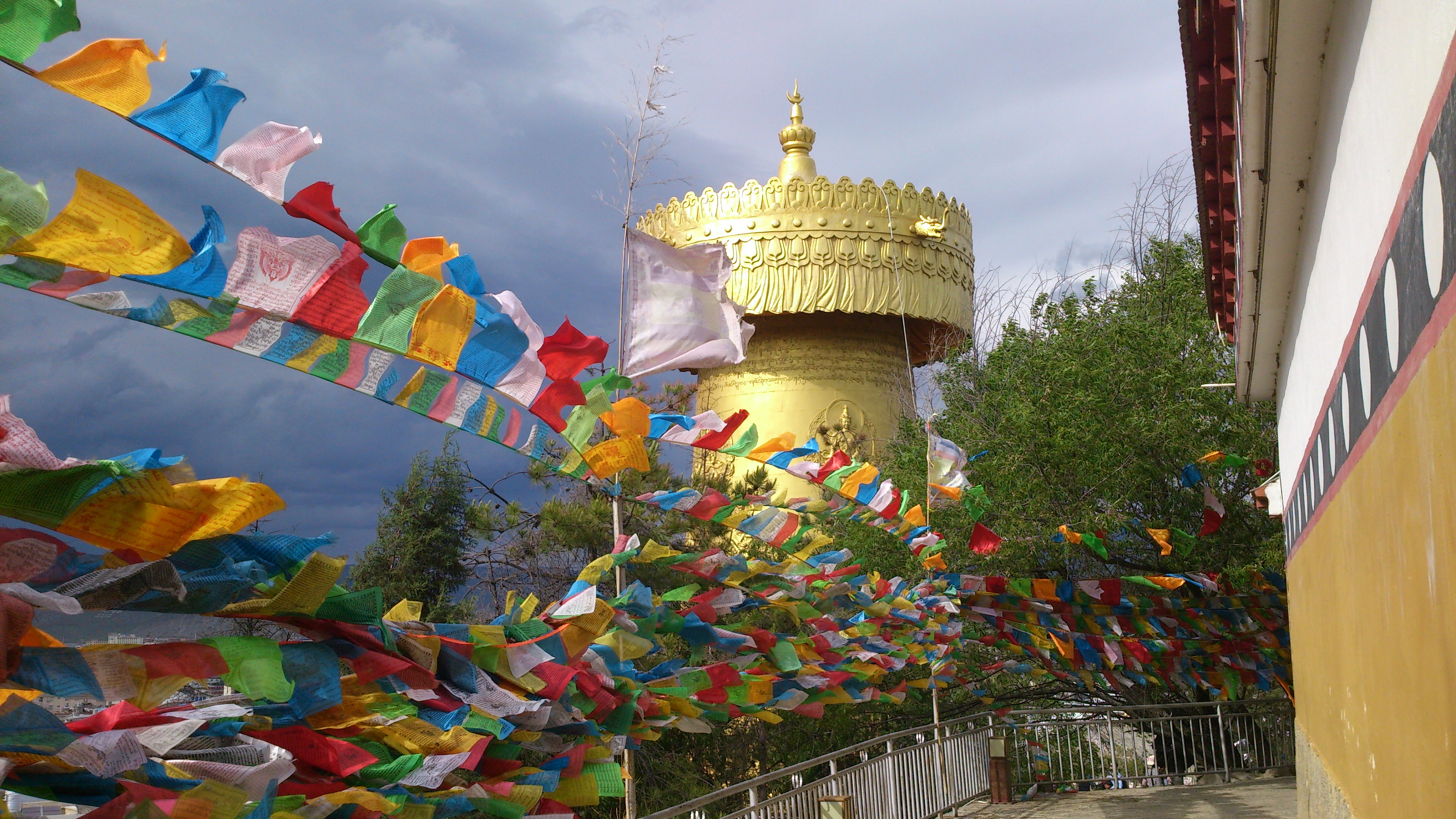
Gebetsfahnen und die mit 21 Metern Höhe weltweit größte Gebetsmühle am Guishan-Tempel im Zentrum der Altstadt

Shangri-La (bis Dezember 2001 Zhongdian) ist eine überwiegend von Tibetern und Naxi bewohnte kreisfreie Stadt im Nordwesten der chinesischen Provinz Yunnan und Regierungssitz des Autonomen Bezirks Dêqên der Tibeter. Shangri-La hat eine Fläche von 11.425 km², 186.412 Einwohner (Stand: Zensus 2020) und liegt auf einer Höhe von 3160 m.

## Wirtschaft

### Tourismus
Die Stadt liegt auf dem Weg nach Tibet und wird von relativ vielen Touristen besucht, die unter anderem das Kloster Ganden Songtsenling (tib. dga' ldan srong btsan gling) besichtigen. Des Weiteren befindet sich in der Umgebung von Shangri-La auf einer Höhe von 3.318 bis 3.980 Meter ein modernes Wintersportgebiet, wo unter anderem ein Teil des Skilanglauf-Far-East-Cup 2007/08 ausgetragen wurde.

## Feuer 2014
Am 11. Januar 2014 zerstörte ein Feuer 242 der 1084 überwiegend aus Holz gebauten Häuser der Altstadt Shangri-Las. Verletzt wurde niemand. Im Juni 2016 war der Wiederaufbau bereits weit vorangeschritten.

## Administrative Gliederung
Der Kreis „Zhongdian“ war 1913 gegründet worden. Sein Name wurde am 17. Dezember 2001 geändert, um mit dem weltbekannten „Shangri-La“ (Xianggelila) mehr Touristen anzulocken. Der tibetische Name ist Gyelthang (rgyal thang). Der Name Shangri-La stammt aus den Roman Der verlorene Horizont (englisch Lost Horizon) des britischen Schriftstellers James Hilton. Am 16. Dezember 2014 wurde der Kreis Shangri-La in eine kreisfreie Stadt umgewandelt.
Auf Gemeindeebene setzt sich Shangri-La aus vier Großgemeinden, sechs Gemeinden und einer Nationalitätengemeinde zusammen. Diese sind (Einwohnerzahlen Zensus 2000):
- Großgemeinde Jiantang (建塘镇), 47.577 Einwohner, Hauptort, Sitz der Stadtregierung;
- Großgemeinde Xiaozhongdian (小中甸镇), 9.267 Einwohner;
- Großgemeinde Hutiaoxia (虎跳峡镇), 18.438 Einwohner;
- Großgemeinde Jinjiang (金江镇), 16.084 Einwohner;
- Gemeinde Shangjiang (上江乡), 10.915 Einwohner;
- Gemeinde Luoji (洛吉乡), 4.458 Einwohner;
- Gemeinde Nixi (尼西乡), 6.631 Einwohner;
- Gemeinde Gaiza (格咱乡), 6.710 Einwohner;
- Gemeinde Dongwang (东旺乡), 6.675 Einwohner;
- Gemeinde Wujing (五境乡), 3.929 Einwohner;
- Gemeinde Sanba der Naxi (三坝纳西族乡), 16.732 Einwohner.

## Ethnische Gliederung der Bevölkerung (2000)
Beim Zensus im Jahre 2000 hatte Shangri-La 147.416 Einwohner.
| Name des Volkes | Einwohner | Anteil  |
| --------------- | --------- | ------- |
| Tibeter         | 59.375    | 40,28 % |
| Han             | 32.037    | 21,73 % |
| Naxi            | 25.840    | 17,53 % |
| Lisu            | 10.167    | 6,9 %   |
| Yi              | 9.586     | 6,50 %  |
| Bai             | 7.272     | 4,93 %  |
| Miao            | 1.373     | 0,93 %  |
| Hui             | 1.254     | 0,85 %  |
| Primi           | 207       | 0,14 %  |
| Zhuang          | 76        | 0,05 %  |
| Dai             | 32        | 0,02 %  |
| Hani            | 24        | 0,02 %  |
| Va              | 19        | 0,01 %  |
| Uiguren         | 16        | 0,01 %  |
| Bouyei          | 16        | 0,01 %  |
| Manju           | 15        | 0,01 %  |
| Sonstige        | 107       | 0,07 %  |

## Klimatabelle
|                        | Jan   | Feb  | Mär  | Apr  | Mai  | Jun  | Jul   | Aug   | Sep  | Okt  | Nov  | Dez   |   |       |
| Mittl. Temperatur (°C) | −3,2  | −0,9 | 2,2  | 5,4  | 9,7  | 13,1 | 13,5  | 12,8  | 11,3 | 7,0  | 1,6  | −2,3  | ⌀ | 5,9   |
| Mittl. Tagesmax. (°C)  | 6,3   | 6,7  | 9,2  | 12,5 | 17,0 | 19,2 | 19,3  | 18,9  | 17,4 | 14,7 | 11,0 | 8,2   | ⌀ | 13,4  |
| Mittl. Tagesmin. (°C)  | −11,2 | −7,4 | −3,6 | −0,5 | 3,4  | 8,4  | 9,8   | 9,1   | 7,4  | 1,3  | −5,8 | −10,6 | ⌀ | 0,1   |
|                        |       |      |      |      |      |      |       |       |      |      |      |       |   |       |
| Niederschlag (mm)      | 7,8   | 14,4 | 34,8 | 32,4 | 25,9 | 80,2 | 157,4 | 151,3 | 80,6 | 44,5 | 12,7 | 4,9   | Σ | 646,9 |
|                        |       |      |      |      |      |      |       |       |      |      |      |       |   |       |
| Regentage (d)          | 4,2   | 6,6  | 9,3  | 11,1 | 11,5 | 17,9 | 23,2  | 23,1  | 19,3 | 10,1 | 4,0  | 2,1   | Σ | 142,4 |

| −11,2 |

| −7,4 |

| −3,6 |

| −0,5 |

| 3,4 |

| 8,4 |

| 9,8 |

| 9,1 |

| 7,4 |

| 1,3 |

| −5,8 |

| −10,6 |

| −11,2 |

| −7,4 |

| −3,6 |

| −0,5 |

| 3,4 |

| 8,4 |

| 9,8 |

| 9,1 |

| 7,4 |

| 1,3 |

| −5,8 |

| −10,6 |